# 与那原良矩
与那原 良矩（よなばる りょうく、1718年6月29日 - 1797年10月23日）は、尚穆王・尚温王時代の琉球王国の政治家、歌人。当時の正式な称号は与那原親方良矩。

## 概要
唐名は、馬国器。童名は思亀、仁嶽と号す。父良暢、母は真加戸樽、馬氏小禄殿内の支流（分家）である馬氏与那原殿内（系祖・大里親方良安）九世。家譜が残っておらず詳細な経歴は不明だが、親方にまで昇っているので当時の上級士族である。1762年に進貢正使として中国へ渡り、1765年にはその報告のため薩摩へ上国した。のちに君子親方（うぇーかた）と称され、儒教の実践家としても有名であった。1769年、三司官に就任し1796年まで28年間も在任した。漢学にも優れ『琉球科律』の編纂にも関わっている。歌人としても著名で、沖縄三十六歌仙の一人である。宜湾朝保『沖縄集』に「月下擣衣（げっかとうい）」と題して、
が収録されている。真境名安興の『沖縄一千年史』に古来より有名な琉歌の歌人6人のうちの1人として挙げられている。
　
系譜　
4世　良安　
5世　良理
6世　良義
7世　良昌
8世　良暢
9世　良矩
10世良頭　
11世良慶
12世良綱
13世良恭
14世良傑